# Groupe Rossel
Pour les articles homonymes, voir Rossel.
Rossel, précédemment groupe Rossel, est un groupe de presse belge connu avant tout pour être l'éditeur du premier quotidien national francophone en Belgique en termes de parts de marché : Le Soir.
Par une politique de rachats et de fusions menée depuis de nombreuses années, il inclut aujourd'hui une centaine de sociétés et se définit à présent comme un « groupe de médias d'information ». Actif à la fois dans la presse écrite et le secteur audiovisuel, le groupe opère en Belgique, en France, au Luxembourg et en Bulgarie et dispose également de cinq imprimeries (deux en Belgique et trois en France).

## Historique
- 1887 : Pierre-Émile Rossel, avec trois amis, crée à Bruxelles un journal gratuit appelé Le Soir.
- 1920 : « Rossel & fils » devient « Rossel & Cie ».
- 1921 : « L'Agence Rossel » (régie publicitaire) s'installe rue Royale à Bruxelles.
- 1957 : le siège social est installé 120 rue Royale à Bruxelles.
- 1966 : Rossel devient un groupe avec l'acquisition des titres de presse de « La Meuse » (La Meuse, La Lanterne, La Flandre libérale et Le Matin).
- 1968 : acquisition des titres de presse de La Gazette de Charleroi (La Nouvelle Gazette et La Province).
- 1970 : le groupe Rossel acquiert la marque « Vlan ».
- 1983 : Robert Hersant entre au conseil d'administration du groupe.
- 1987 : Robert Hurbain succède à la présidence du groupe Rossel.
- 1987 : Socpresse (Robert Hersant, France) acquiert 40 % du capital du groupe.
- 1987 : participation dans RTL Belgium (alors TVI SA) au travers d'Audiopresse.
- 1999 : constitution de la société Sudpresse SA (regroupant les titres La Meuse, La Capitale, La Nouvelle Gazette de Charleroi, et La Province).
- 2000 : Rossel met un premier pied dans La Voix du Nord.
- 2001 : Patrick Hurbain succède à Robert Hurbain.
- 2003 : en Belgique, lancement du quotidien gratuit Metro en collaboration avec Concentra Media.
- 2004 : rachat avec De Persgroep de L’Écho.
- 2004 : Sudpresse rachète Nord Éclair sur la Belgique.
- 2005 : prise de contrôle du groupe de presse La Voix du Nord.
- 2005 : rachat avec De Persgroep de De Tijd.
- 2005 : rachat des 40 % du groupe détenus par la Souplesse.
- 2006 : Sudpresse lance l'hebdomadaire gratuit 7Dimanche.
- 2006 : le groupe investit dans l’Internet en rachetant les sites de services www.netevents.be, www.ticketnet.be et www.cinenews.be.
- 2007 : Rossel déménage au 100 rue Royale à Bruxelles.
- 2007 : Vlan lance Fulai à Shanghai.
- 2007 : rachat du 1er site de rencontre en ligne belge rendez-vous.be et lancement d'un site consacré à l’automobile carchannel.be.
- 2008 : lancement de sa régie web interne.
- 2010 : acquisition de Belgium-iPhone.
- 2011 : S²media rejoint le groupe Rossel.
- 2013 : acquisition des journaux français l’Union[3], l’Ardennais, Est-Éclair, Libération Champagne, L'Aisne nouvelle et de la radio Champagne FM auprès du groupe Hersant Media (GHM)[4].
- 2014 : rachat de dix titres de presse à Lagardère Active, au sein du consortium 4B Media par Groupe Rossel et Reworld Media[5],[6] : Psychologies magazine et Première reviennent à Rossel.
- 2015 : rachat de 50 % de 20 Minutes, quotidien gratuit national français.
- 2016 : redressement judiciaire du magazine Première qui est repris par LFF Médias, propriété de l'entreprise Hildegarde.
- 2017 : tentative de rachat du quotidien régional français Paris-Normandie.
- 2020 : rachat de Paris-Normandie[7].

En juin 2021, RTL Belgium est vendue à un duo composé du groupe Rossel et de DPG Media pour 250 millions d'euros.
En mars 2025, le groupe Rossel change de nom pour Rossel.

## Principales activités

### Rossel & Cie
Diffusion uniquement en Belgique
- Le Soir : quotidien national belge francophone.
- Le Soir Immo : activité immobilière en Belgique et à l'étranger.
- MAD : hebdomadaire de l'actualité culturelle.
- Références : carrière et offres d'emploi.
- Soir Mag : actualités people et médias.
- TV News : programmes TV.
- So Soir : hebdomadaire lifestyle.
- Passion des montres : pour les passionnés de montres et de haute horlogerie.
- Les Œuvres du Soir : mobilisation en faveur des plus démunis.
- Passion Santé / Gezondheid : site sur le bien-être et la santé (en partenariat avec Corelio).
- Rossel Advertising : régie publicitaire.

### Groupe Sudpresse
Diffusion uniquement en Belgique
- La Meuse : information de la région de Liège, Huy-Waremme, Verviers, Namur, Luxembourg.
- La Nouvelle Gazette : information de la région de Charleroi, Centre, Sambre et Meuse.
- La Province : information de la région de Mons-Borinage.
- Nord Éclair : information de la région de Tournai, Mouscron.
- La Capitale : information de la région de Bruxelles et Brabant Wallon.
- JobsRégions : supplément emploi local, joint aux éditions Sudpresse.
- Maxx : actualités people et médias.
- Necro : information sur les décès de la région.
- Standard Magazine : actualité du Standard de Liège (dernier numéro édité en juin 2021[10]).
- TV News : supplément programmes TV joint aux éditions Sudpresse.

### Groupe VLAN
Diffusion uniquement en Belgique
- Vlan : hebdomadaire gratuit distribué dans les boîtes aux lettres de Wallonie et Bruxelles.
- 7Dimanche : journal distribué le dimanche dans les boîtes aux lettres de Wallonie et Bruxelles.
- Le Sillon Belge et Landbouwleven : journaux professionnels du monde agricole.
- 7Mag : magazine lifestyle gratuit, encarté dans le 7Dimanche.
- Immovlan.be : Site de petites annonces dans l’immobilier[11].
- Gocar.be : Site de petites annonces dans l'auto[12].
- Becycled.be : Site de petites annonces et d'ecommerce dans le vélo[13].
- JobsRégions : supplément emploi joint aux éditions VLAN.
- Vlan + : complément payant du Vlan (petites annonces immo, auto, emploi, rencontres et objets divers).
- Vlan.be : (Immovlan.be (immobilier), Autovlan.be (autos et motos), Shopvlan.be (articles neufs, d'occasion ou de collections), Gocar.be (autos neuves), Vacancesweb.be, Becycled.be.
- News Master : agence de content marketing.
- CityPlug.be : guide des adresses en Belgique
- Ozaam : plateforme immobilière mobile

### Groupe Rossel La Voix
Diffusion uniquement en France, dans les départements du Nord, du Pas-de-Calais, de la Picardie, des Ardennes, et de la Champagne
- La Voix du Nord : quotidien régional du nord de la France.
- La Voix des Sports : actualité sportives.
- Le Courrier picard : quotidien régional en Picardie.
- Nord Éclair : quotidien d'information sur Roubaix, Tourcoing, Villeneuve d'Ascq, Lens et Béthune.
- Nord Littoral: quotidien d’informations locales.
- Champagne FM : radio, réseau Régional Hits en Champagne-Ardenne
- Direct FM: réseau régional Lorrain DAB+ basé à Metz (Moselle, Meurthe-et-Moselle, Meuse et Vosges).
- Contact FM : radio sur le Nord, la Picardie, Ardennes et Champagne (Reims, Épernay, Châlons en Champagne et orientée jeunesse
- RDL Radio : radio implantée dans le Pas-de-Calais et orientée sénior[14]
- Happy : radio locale sur la Champagne. Devenu Contact fm marne.
- Wéo : chaîne de télévision généraliste locale sur la TNT du Nord-Pas de Calais.
- Wéo Picardie : chaîne de télévision généraliste locale sur la TNT en Picardie.
- Direct Lille Plus : quotidien d’informations gratuit de la région lilloise.
- L'Aisne nouvelle : quadri-hebdo en diffusion sur le Saint-Quentinois, le Pays Chaunois, la Thiérache et une partie du Grand Laonnois. (Sous la direction du Courrier Picard).
- L'avenir de l'Artois : hebdomadaire de l’information locale et régionale de l’Artois (Arras, Lens, Béthune, Bruay-la-Buissière).
- L'Echo de la Lys : hebdomadaire qui parait chaque jeudi.
- La Semaine dans le Boulonnais : hebdomadaire publié chaque mercredi.
- La Voix Annonces : les petites annonces.
- La Voix Auto : consacré aux professionnels des véhicules d’occasion et aux particuliers.
- La Voix Emploi : petites annonces sur l'emploi.
- La Voix Immo : petites annonces immobilière.
- La Voix l'Étudiant : site à destination des étudiants.
- La Voix Eco : site d'informations économiques et financières.
- La Voix Média : régie publicitaire régionale.
- Le journal de Montreuil : hebdomadaire régional sur la Canche, Authie, le montreuillois et les 7 vallées.
- Le journal des Flandres : hebdomadaire régional de la Flandre intérieure et le dunkerquois.
- Le Phare dunkerquois : hebdomadaire régional de la Flandre intérieure, le dunkerquois et la côte d’opale.
- Le Réveil de Berck : hebdomadaire régional sur la Canche, Authie, le montreuillois et les 7 vallées.
- Les Échos du Touquet : hebdomadaire régional de la Canche-Authie, le montreuillois et les 7 vallées.
- Mémoire : un site consacré à la mémoire des défunts et des familles de la région Nord-Pas de Calais et Picardie.
- Les salons (Job Salon, Salon Masters Mastères et MBA, Salon de la Formation pour Adultes, Salon des 1000 emplois, Salon du lycéen et de l’étudiant).

#### Pôle REM
Depuis le 14 janvier 2013, les journaux du pôle Champagne-Ardenne-Picardie (CAP) sont contrôlés par le groupe Rossel incorporé au Groupe Rossel La Voix depuis début 2015.
Au 1er janvier 2018, ce groupe devient le groupe REM (Rossel Est Médias). À partir du 1er janvier 2019, la régie publicitaire CAP régie devient quant à elle GEM (Global Est Médias).
Diffusion uniquement en France
- L’Union : quotidien régional français, le siège se trouve à Reims (Marne). Il est diffusé sur les départements de la Marne, de l'Aisne et des Ardennes.
- L’Ardennais' : quotidien régional français, diffusé sur le département des Ardennes.
- L'Est-Éclair : quotidien régional français, diffusé dans le département de l'Aube.
- Libération Champagne : quotidien régional français, diffusé dans le département de l'Aube.
- Global Est Médias : régie publicitaire.

### Mediafin
Diffusion uniquement en Belgique
- De Tijd : Information économique et financière destiné à la communauté néerlandophone.
- L’Écho : Information économique et financière destiné à la communauté francophone.
- Sabato : Hebdomadaire high life, design, décoration, architecture, mode, gastronomie et voyages.
- De Belegger : Conseil en épargne et investissement destinée à la communauté néerlandophone.
- L'investisseur : Épargne et investissements.
- Mon Argent : Gérer son argent.
- Content Republic : agence de content marketing.
- Comfi : agence de communication financière.

### Net Events Media
Diffusion uniquement en Belgique
- CineNews : sorties et horaires des différentes séances de cinéma en Belgique.
- Out : agenda évènementiel en Belgique.
- Rendez-Vous : Site de rencontre.

### Mass Transit Media
Diffusion uniquement en Belgique
- Metro : en partenariat avec le groupe de presse régional flamand Concentra.

### RTL Belgium
Le groupe Rossel est propriétaire à parts égales avec DPG Média de RTL Belgium, groupe audiovisuel produisant et éditant des services propres à la télévision et à la radio à la destination de la Belgique francophone.
- Bel RTL : Radio généraliste.
- RTL Club : Chaîne de télévision généraliste.
- RTL Plug : Chaine pour public d'adolescents et de jeunes adultes.
- Radio Contact : Radio au format « music & news ». Elle est destinée aux 12-35 ans.
- RTL TVI : Chaîne de télévision généraliste.

### Groupe Psychologies
- Psychologies Magazine : magazine d'information sur le bien-être et la psychologie.

### 20 minutes
- 20 Minutes : quotidien d'information générale distribué gratuitement. Le groupe Rossel en est propriétaire à parts égales avec le Groupe Sipa - Ouest-France.

### Paris-Normandie
Paris-Normandie : presse écrite quotidienne régionale.